# LEA-Proteine
LEA (late embryogenesis abundant, engl.: in der späten Embryogenese angereichert)-Proteine wurden zum ersten Mal in Samen von Gossypium hirsutum (mexikanische Baumwolle) in einer späten Phase der Embryogenese entdeckt. Entgegen ihrem Namen ist ihr Auftreten jedoch nicht auf ein bestimmtes Entwicklungsstadium oder Gewebe begrenzt. LEA-Proteine sind in der Pflanzenwelt weit verbreitet, wurden jedoch auch in einigen wirbellosen Tieren und Bakterien gefunden. Viele Studien legen nahe, dass ein Zusammenhang zwischen LEA-Proteinen und pflanzlicher Stresstoleranz besteht.